# Heinrich Leutwyler
Heinrich Leutwyler (* 12. Oktober 1938 in Bern) ist ein Schweizer theoretischer Physiker, der sich vor allem mit Elementarteilchenphysik (Theorie der starken Wechselwirkung) und Quantenfeldtheorie beschäftigt.
Leutwyler besuchte in Bern das Gymnasium und studierte dann Physik, Mathematik und Astronomie an der Universität Bern. Nach dem Diplom 1960 ging er in die USA u. a. nach Princeton. 1962 promovierte er bei John R. Klauder (damals an den Bell Laboratories) über „Generally covariant Dirac equation and associated Boson Fields“. 1965 habilitierte er sich in Bern, wo er ab 1965 Assistenzprofessor und von 1969 bis zu seiner Emeritierung 2000 ordentlicher Professor für Theoretische Physik war. 1983/4 war er in Bern Dekan der naturwissenschaftlichen Fakultät. Leutwyler war u. a. 1963, 1965 zu Gastaufenthalten an den Bell Labs in Murray Hill, 1973/74 am Caltech in Pasadena und 1969/70, 1983/4 und 1996 am CERN. Leutwyler war 1973 neben Murray Gell-Mann und Harald Fritzsch wesentlich an der Herausbildung der Quantenchromodynamik (QCD) als fundamentaler Theorie der starken Wechselwirkung beteiligt. Später beschäftigte er sich unter anderem mit der chiralen Störungstheorie, einer effektiven Theorie zur Annäherung der QCD bei niedrigen Energien (Gasser-Leutwyler Koeffizienten der effektiven chiralen Lagrangefunktion, Bestimmung von Stromquarkmassen).
Leutwyler erhielt 1995 die Ehrendoktorwürde der Universität Mainz, 2000 den Humboldt Award, 2011 den Pomerantschuk-Preis, 2023 den Sakurai-Preis und 2025 den High Energy and Particle Physics Prize.
Heinrich Leutwyler ist verheiratet und hat zwei Kinder.